# Montréal (regione)
Montréal è una regione amministrativa e territorio equivalente a municipalità regionale di contea della provincia del Québec, in Canada. Comprende tutta l'isola di Montréal, su cui sorge gran parte della metropoli di Montréal, e alcune isole minori.

## Municipalità
- Baie-D'Urfé
- Beaconsfield
- Côte-Saint-Luc
- Dollard-des-Ormeaux
- Dorval
- Hampstead
- Kirkland
- L'Île-Dorval
- Mont-Royal
- Montréal
- Montréal-Est
- Montréal-Ovest
- Pointe-Claire
- Sainte-Anne-de-Bellevue
- Senneville
- Westmount